# 16P/Brooks
16P/Brooks, también llamado Brooks 2, es un cometa periódico descubierto el 6 de julio de 1889 por el astrónomo estadounidense William Robert Brooks desde Geneva (Nueva York), Estados Unidos. Con un periodo orbital de 6 años y un afelio a una distancia del Sol superior a la de Júpiter, está clasificado como un cometa de la Familia de Júpiter.

## Historia observacional
Tras su descubrimiento, el 1 de agosto de1889, el  astrónomo estadounidense E. Barnard observó dos fragmentos desgajados del cuerpo principal a los que denominó B y C, siendo A el cuerpo principal. Tres días después avistó dos más, denominados D y E, este último sólo en ese día.